# Seawolf-klassen
Seawolf-klassen er en USA ubådsklasse bygget til US Navy. Konstruktionen af klassen startede under den kolde krig og der var planlagt 29 enheder. Produktionen blev stoppet efter kun 3 enheder til fordel for den mindre og noget billigere Virginia-klasse.
I sammenligning med forgængeren Los Angeles-klassen er Seawolf-klassen større, hurtigere og væsentlig mere stille. De kan medbringe flere våben, og har dobbelt så mange torpedorør. På grund af det innovative design er Seawolf-klassen dog væsentlig dyrere at producere. De skulle i en eventuel krig nedkæmpe den trussel der lå i den sovjetiske missilubådsflåde, som eksempelvis Typhoon- og Akula-klassen.
Jimmy Carter er ca 30 meter længere end de to andre både i klassen, da der blev installeret en sektion der er benævnt Multi-Mission Platform (MMP), som kan bruges til skjult udsætning og ombordtagning af Navy SEALs samt fjernstyrede undervandsdroner. MMP'et kan også bruges til at bryde ind i undervandskabler med henblik på at aflytte kommunikation. Det kostede 887 mio. dollars at lave denne tilbygning på USS Jimmy Carter.
Alle tre skibe i klassen er baseret ud fra Kitsap Naval Base i staten Washington.
| Pennant | Navn         | Kølen lagt         | Søsat             | Indgået           | Navngivet af        | Skæbne     | Kaldesignal |
| ------- | ------------ | ------------------ | ----------------- | ----------------- | ------------------- | ---------- | ----------- |
| SSN-21  | Seawolf      | 25. oktober 1989   | 24. juni 1995     | 19. juli 1997     | Margaret Dalton     | I tjeneste | NWLF        |
| SSN-22  | Connecticut  | 14. september 2002 | 1. september 1997 | 11. december 1998 | Patricia L. Rowland | I tjeneste | NCVU        |
| SSN-23  | Jimmy Carter | 5. december 1998   | 13. maj 2004      | 19. februar 2005  | Rosalynn Carter     | I tjeneste | NPJC        |

## Eksterne links
- Wikimedia Commons har flere filer relateret til Seawolf-klassen
- ACP 113 (AG) Arkiveret 20. november 2008 hos  Wayback Machine
- US Navy factfile (engelsk) Arkiveret 3. juli 2007 hos  Wayback Machine
- Naval-technology: Seawolf-klassen (engelsk)
- Electric Boat Corporation (engelsk) Arkiveret 3. august 2009 hos  Wayback Machine
- Submarinehistory.com (engelsk) Arkiveret 3. juli 2009 hos  Wayback Machine
- Federation of American Scientists: Seawolf-klassen (engelsk) Arkiveret 26. december 2012 hos  Wayback Machine